# 滚动锁定
滚动锁定鍵（英語：Scroll Lock）是一個現存於大部份鍵盤上的按鍵，通常附有一個指示按鍵開關情況的燈號。因為這個按鍵已經不常用，所以部份鍵盤已經移除了這個鍵。
這個按鍵曾經用來鎖定所有軟件的捲動功能，但已不為現今大部份軟件所使用。這個按鍵設計的原意是用來改變方向鍵的行為，當滚动锁定被打開後，方向鍵會變得像Page Up和Page Down鍵一樣，可以對視窗內容進行一整頁的捲動；而光标（插入点）则不会相应上下左右移动。
現今很多軟件已經不再使用滚动鎖定鍵的這個功能，除了少部份軟件如Lotus Note、Forté Agent、FL Studio、Microsoft Excel和楓之谷。

## 滚动锁定在部份軟件的用途
- 在 Linux 的虛擬指令台，滚动锁定用來暫停螢幕輸出；相反地，DOS 是以 Pause 鍵暫停螢幕輸出。
- 在 Opera 瀏覽器中，按下滚动锁定鍵可以用來啟動瀏覽器內建的語音辨識功能的聆聽模式。
- 在 FL Studio，當滚动锁定被啟動，軟件將會避免時間標記移出可視範圍。
- 与 FL Studio 相反，在 Cakewalk Pro Audio 中，Scroll Lock 锁定后音乐播放时当前视图（五线谱、事件列表等）不会随播放指针滚动。
- 在 Windows NT 視窗系統中，當登錄中一個叫 CrashOnCtrlScroll 的設定被設成啟用後，緊按 Ctrl 並按兩下滚动锁定鍵將令系統崩潰並進入除錯模式[1]。
- 在 Combat Arms，一個第一人稱射擊遊戲中，按下滚动锁定鍵可鎖定聊天視窗裡的訊息捲動。
- 在 Microsoft Excel，方向鍵會隨滚动锁定的狀態而有不同行為。當滚动锁定被啟動（點亮），將可用來捲動整頁試算表；被關閉（熄滅）則用來在儲存格間移動。
- 在一些軟件，例如 DriveGLEAM，滚动锁定的燈號會不停地被點亮和熄滅，用以取得使用者的注意。
- 在一些游戏机模拟器和 Mugen 中，按 Scroll Lock 使得游戏单步进行到下一帧。
- 在 Hypersnap 和 楓之谷 中，由于 Print Screen 被 Windows 拦截，使用 Scroll Lock作為 螢幕擷取。